# Radio-télévision belge de la Communauté française
Radio-télévision belge de la Communauté française (Abkürzung: RTBF; deutsch: Hörfunk und Fernsehen der französischen Gemeinschaft Belgiens, seit 2010 offiziell rtbf.be) ist der öffentlich-rechtliche Rundfunk für die frankophone Bevölkerung Belgiens.
Daneben bestehen in Belgien separate Rundfunkanstalten für den flämischen Landesteil (Vlaamse Radio- en Televisieomroeporganisatie, VRT) und für die Deutschsprachige Gemeinschaft (Belgischer Rundfunk, BRF).

## Programme

### Hörfunk

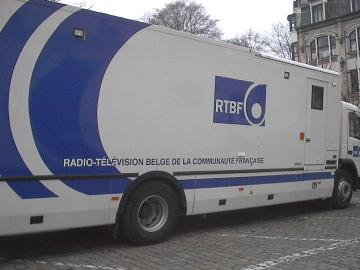
Übertragungswagen der RTBF

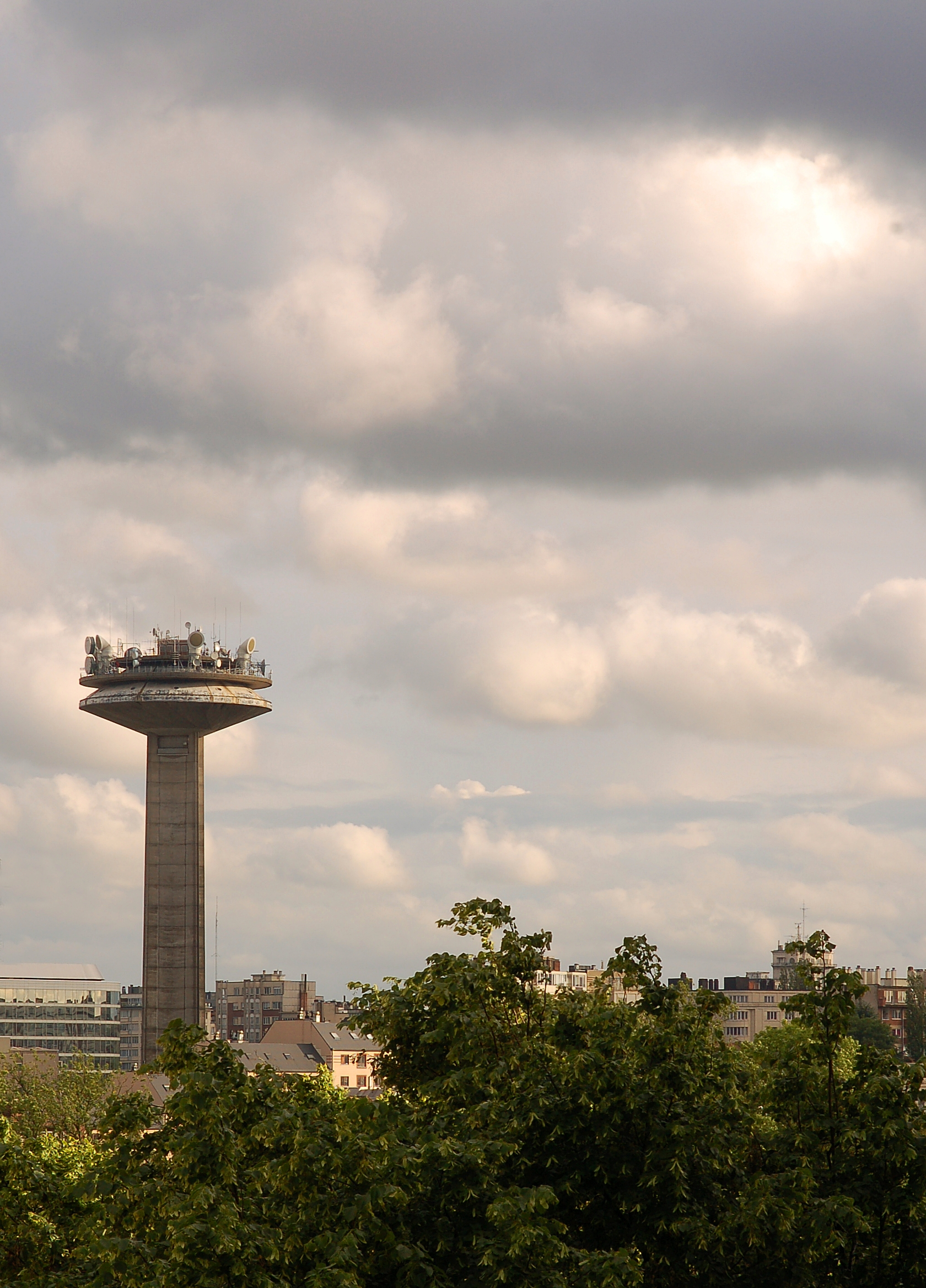
Kommunikationsturm des RTBF-Hauptsitzes in Brüssel. Auf demselben Gelände am Boulevard Reyers hat auch die niederländischsprachige VRT ihren Hauptsitz.

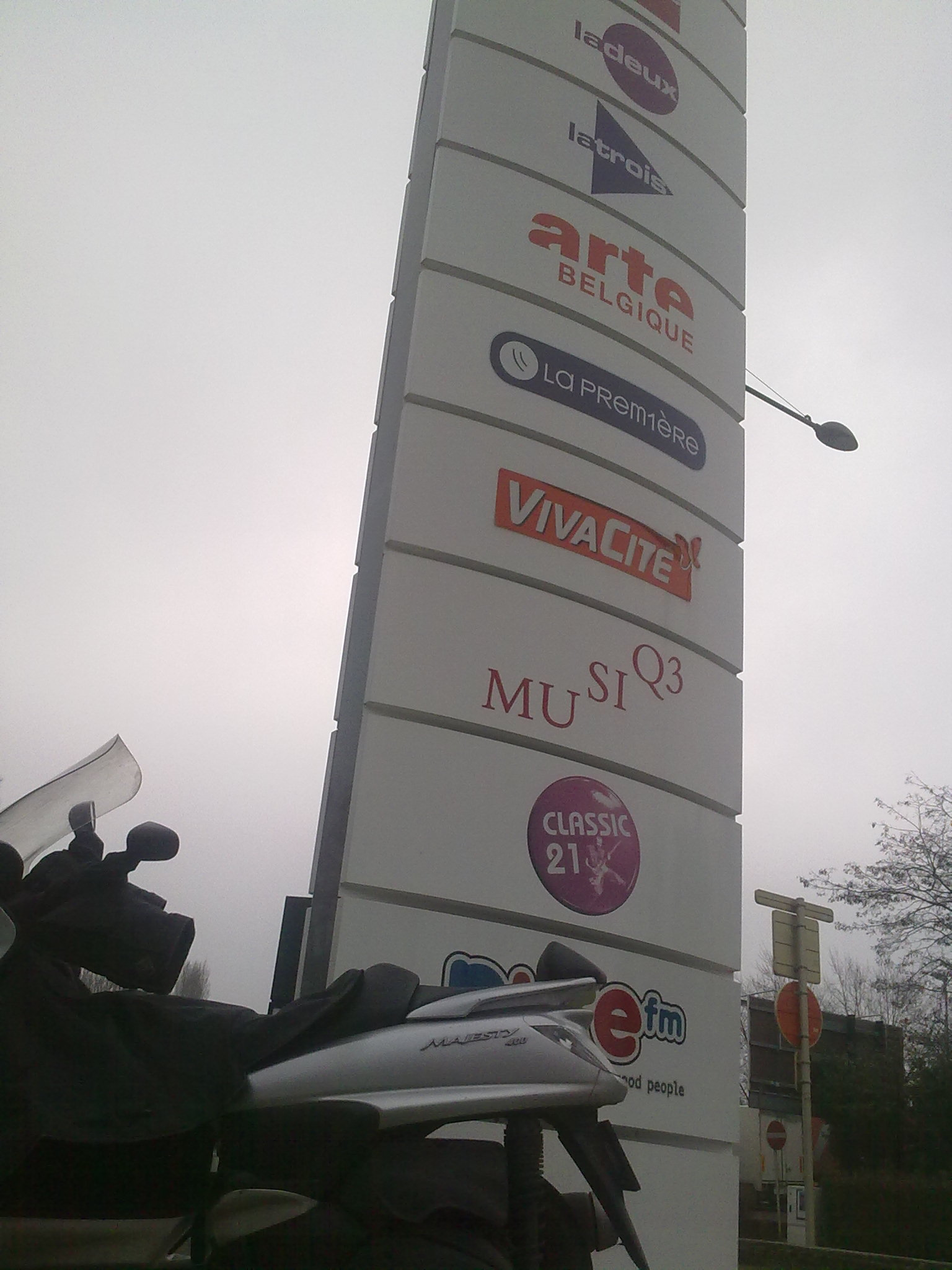
Tafel mit allen Kanälen der RTBF am Hauptsitz

RTBF strahlt fünf Haupt-Hörfunkprogramme und einige Spartenkanäle als Internetstream aus.
| Programme                   | Programme | Programme |
| Hörfunkwelle von RTBF-Radio | Schwerpunkt | Anmerkung |
| --------------------------- | --- | --- |
| La Première                 | kultur- und informationsorientiertes radio généraliste (etwa: Vollprogramm) mit dominierendem Wortanteil in Form von Gesprächen, Diskussionen, Interviews, Nachrichten und Nachrichtenmagazinen, Features, Reportagen, Kultur- und Wirtschaftsberichterstattung. Im eng gefassten abendlichen Musiksegment eine Bandbreite oft nach Genre geordneter thematischer Sendungen aus den Bereichen Chanson, Jazz und Weltmusik. | RDS-Signal: PREMIERE, Verbreitung: UKW, DAB+, Kabel, Satellit und Internetstream; La Première bedeutet „das Erste“ |
| Vivacité                    | an ein erwachsenes Publikum gerichtetes Musikprogramm, bestehend aus Soft-Pop, Oldies und Chanson. Stündlich Nachrichten, zweimal werktäglich regionale Berichterstattung (Brüssel, Charleroi/Mons, Namur/Wallonisch-Brabant/Luxemburg, Lüttich). Auch die Sportberichterstattung findet in Vivacité statt. | Vivacité wird aus regionalen Studios der belgischen Provinzen gesendet. Diese kommen auch jeweils im Sendernamen vor (VivaBruxelles, VivaNamur, VivaLiège u. a.). RDS-Signal: VIVACITE, Verbreitung: UKW, Langwelle, DAB+, Kabel, Satellit, und Internetstream; Vivacité bedeutet einerseits Lebhaftigkeit, was auf den Stil der Radiostationen schließen lassen soll, andererseits soll das Cité (Stadt) auch den regionalen Charakter der Programme betonen. |
| Musiq’3                     | als drittes Programm der ernsten Musik gewidmet. Neben klassischer Musik, Orchester- und Kammermusik und Konzerten wird in einzelnen Spartensendungen auch Jazz gespielt. | Musiq’3 unterstützt einige Musikevents klassischer Richtung. RDS-Signal: MUSIQ’3, Verbreitung: UKW, DAB+, Kabel, Satellit und Internetstream; |
| Classic 21                  | spielt hauptsächlich Klassiker der Rockmusik aus den letzten vier Jahrzehnten und hat auch einige themathische Spartensendungen im Programm | RDS-Signal: CLASS.21, Verbreitung: UKW, DAB+, Kabel, Satellit und Internetstream; |
| TIP!K                       | löste am 7. September 2020 Pure-FM ab, spielt Pop-Musik verschiedener Sparten gerichtet an die Altersgruppe 25–39 | Verbreitung: UKW, DAB+, Kabel, Satellit und Internetstream; |
| Pure-FM                     | ehemaliges Jugendprogramm, das urbane moderne Musikrichtungen vor allem aus den Genres Hip-Hop und Pop spielte, und das auch belgische Newcomer förderte, wurde am 7. September 2020 zugunsten von TIP!K eingestellt. | |

Neben den Hauptkanälen bietet RTBF einige Spartensender an, die als Internetstream verbreitet werden, so etwa der Kanal „La vie en rose“ mit französischem Chanson, der aus der gleichnamigen Sendung auf „La Première“ hervorging. Es bestehen noch weitere thematische Musikkanäle des Jugendradios „TIP!K“, u. a. eines, welches unter dem Namen Tarmac Hip-Hop spielt.

### Fernsehen
Die nationalen Fernsehprogramme „La Une“ (Die Eins) (vormals „RTBF 1“), „Tipik“ (vormals „La Deux“) und „La Trois“ (Die Drei) werden national über Antenne und Kabel verbreitet. Bis Anfang 2010 gab es zudem das Satellitenprogramm „RTBF SAT“, das man auch außerhalb Belgiens empfangen konnte. Dieses wurde aus Kostengründen eingestellt.
Die RTBF ist mit anderen französischsprachigen Rundfunkanstalten aus Frankreich, der Schweiz und Kanada am internationalen Sender TV5 Monde sowie am französischen Arte beteiligt.

## Geschichte
Bereits 1908 experimentierte der Ingenieur Robert Goldschmidt in Brüssel mit Funkwellen. 1913 kam es im königlichen Garten in Laeken/Laken zu ersten Übertragungen von Sprache und Musik über Langwelle; am 28. März 1914 wurde für die königliche Familie ein Konzert gesendet. Mit Beginn des Ersten Weltkriegs ließ König Albert die Anlage jedoch zerstören, um sie nicht in deutsche Hände gelangen zu lassen.
Die Anfänge des französischsprachigen Rundfunks in Belgien gehen auf den 1922 vom Radiohersteller SBR (Société Belge Radio-électrique) in Ixelles/Elsene eingerichteten Sender Radio Bruxelles zurück, ab 1924 Radio Belgique genannt. Mit Wirkung vom 1. Februar 1931 wurde er mit dem seit 1928 bestehenden flämischen Sender N.V. Radio zum Institut national de radiodiffusion (INR)/Nationaal Instituut voor de Radio-omroep (NIR) zusammengelegt, dessen neue Mittelwellensender sich in Veltem befanden. Daneben bestanden in Belgien vor dem Zweiten Weltkrieg 16 Lokalsender, wovon zwölf auf Französisch sendeten (blau in der Karte rechts).
Von 1940 bis 1944 wurde der belgische Rundfunk vom nationalsozialistischen Deutschland kontrolliert (Radio Bruxelles/Zender Brussel), während die belgische Exilregierung Sender der BBC nutzte (Radio Belgique/Radio België).
Nach dem Krieg wurde im Jahr 1952 die Sendestation Wavre-Overijse eröffnet, 1953 der Fernsehdienst. Hervorgegangen aus der 1930 gegründeten nationalen Rundfunkanstalt INR/NIR nannte sich der neugegründete Sender Radiodiffusion-Télévision belge (RTB) und seit 1977 in Radio-télévision belge de la Communauté française (RTBF).
Von den 1970er- bis 1990er-Jahren gab es terrestrisch auch in Deutschland belgisches Fernsehen für die belgischen Streitkräfte.

### Kontroversen

#### Angebliche Unabhängigkeitserklärung
Am 13. Dezember 2006 schockierte der belgische Sender mit der fiktiven Sondersendung Bye Bye Belgium über die angebliche Unabhängigkeitserklärung des flämischen Teils. Belgien habe aufgehört zu existieren, der König sei außer Landes geflohen. Interviews mit realen Politikern, die zum Teil in den Schwindel eingeweiht waren, Archivmaterial und gestellte Aufnahmen verstärkten den realistischen Eindruck beim Zuschauer. Erst nach einiger Zeit wurde der Hinweis eingeblendet, es handele sich um reine Fiktion. Trotzdem rangen Fernsehzuschauer mit den Tränen oder riefen die Sender-Hotline an. Die Sendung wurde in den Tagen danach kontrovers in Belgien diskutiert.

#### Radio Mille Collines
Wegen angeblicher antiflämischer Agitation der RTBF nannte der belgische Premierminister Yves Leterme den Sender auch Radio Mille Collines, in Anspielung an den ruandischen Sender, der 1994 die Hutus zum Völkermord an den Tutsis aufgerufen hat.